# Worcester Railers
A Worcester Railers egy amerikai jégkorongcsapat a massachusettsi Worcesterben. A csapat 2017-es alapítása óta az ECHL-ben játszik, azon belül a keleti főcsoportnak az északi divíziójában. A klub a 12 135 férőhelyes DCU Centerben játszik. A csapat partnerszerződésben áll a National Hockey League-ben szereplő New York Islanders-zel, illetve az American Hockey League-ben szereplő Bridgeport Islanders-zel.

## Története
A csapatot 2017-ben alapították. 
A Covid19-pandémia miatt a 2020-21-es szezonra a csapat szüneteltette a tevékenységét, de a következő szezonban újból játszott. 

## Helyezések
A csapat története során egyszer jutott még be a rájátszásba, a kezdő szezonjában 2018-ban, de az első fordulóban a Adirondack Thunder győzte le 2-4-es arányban.